# Hassan & Roshaan
Hassan & Roshaan (Urdu: حسن اور روشان) ist eine pakistanische Indie-Pop-Band aus Lahore, Pakistan. Die Gruppe wurde 2020 von Hassan Sheikh und Roshaan Sherwan gegründet, nachdem sie zuvor improvisierte Shows auf Alleen und Straßen gespielt hatten. Die Gruppe experimentiert mit Musik des zeitgenössischen subkontinentalen Genres, das auf die pakistanische Popmusik der 1990er und 1980er Jahre zurückgeht. Das Duo besteht aus Hassan Sheikh und Roshaan Sherwani. Sie sind bekannt für ihr Lied Doobne De (Reprise), das in einer Episode der Serie Ms. Marvel verwendet wurde.

## Geschichte
Mitglieder des Duos sind Hassan Sheikh (Gesang) und Roshaan Sherwani (Musik). Sein Schwerpunkt liegt auf zeitgenössischer subkontinentaler Musik. Das Duo trat 2020 zum ersten Mal gemeinsam beim Lahore Music Meet auf. Ihr erstes Lied war Allah Hu, geschrieben und komponiert von Hassan.
Hassan & Roshaan veröffentlichten 2020 ihr Debütalbum Chaar Dinon Ka Khwaab, das 18 Songs enthält, u. a. Doobne De. Auf ihrem ersten Album beschäftigt sich das Duo mit der Übergangsphase, in der sich beide Mitglieder befanden. Bestimmte Themen aus dieser Phase wurden auf dem Album behandelt, als Auseinandersetzung mit philosophischen Fragen und Existenzängsten.
Im Jahr 2022 erschien das Lied Doobne De (Reprise) in der Ms. Marvel-Folge Seeing Red.
Im Jahr 2022 veröffentlichte das Duo in Zusammenarbeit mit Shae Gill Sukoon. Mit fünf Millionen Streams sicherte es ihnen einen Platz unter Spotify Top-Lokalkünstlern des Jahres 2022. Das Lied wurde auch zum Soundtrack für eine gleichnamige pakistanische Fernsehserie. Sie arbeiteten 2023 auch mit Quratulain Baloch (QB) für ihr Lied Bandhan zusammen.
Sie traten auch bei der Bridal Couture Week von HUM TV auf. Hassan und Roshaan arbeiteten auch für die pakistanische Regierung.
Im Januar 2024 nahm das Duo am Red Bull Off The Roof-Projekt an der Indus Valley School of Art and Architecture (IVS) in Karachi teil. Seit September 2024 haben sie zwei Alben veröffentlicht, das zweite Day 5 im November 2023.

## Kontroverse
Im Jahr 2023 spielte das musikalische Duo in einer Kontroverse um ein Musikvideo zum Song Sukoon mit. Das Video wurde von pakistanischen konservativen Gruppen kritisiert, weil es angeblich lesbisch-LGBT Inhalte zeigte und dass es von den Behörden bestraft wird und zu Gefängnisstrafen führen könnte. Die Gruppe bestritt das gesamte Missverständnis und entschuldigte sich öffentlich.

## Nominierungen und Anerkennung
Das Duo wurde für die Lux Style Awards 2020 in der besten Talentkategorie gegründet. Die beste Nummer von Sukoon wurde in der Kategorie der am häufigsten gestreamten Nummern des letzten Jahres der Lux Style Awards 2023 gelistet.
Das Duo trat in einem Interview mit dem BBC Asian Network neben Kan D Man auf.

## Diskografie
Songs
- 2020: Dil Wali Baat
- 2020: Agaya Hoon Main
- 2020: Doobne De (Reprise)
- 2020: Maula – Ali Mustafa Mix
- 2020: Doobne De
- 2020: Ishq Bina
- 2020: Ishq Bina
- 2020: Shor Machaye
- 2020: Raastey
- 2020: Lapata
- 2020: Allah Hu
- 2023: Dil Lagda Nahi
- 2023: Bandhan
- 2023: Tarana